# 9А310
9А310 — советская и российская самоходная огневая установка ЗРК 9К37 «Бук».

## Описание конструкции
СОУ 9А310 создана на базе самоходной огневой установки 9А38, которая входила в состав ЗРК 2К12М4 «Куб-М4» (9К37-1 «Бук-1»). Основным отличием является организация сопряжения с другими составляющими зенитно-ракетного комплекса. Сопряжение происходит по телекодовой связи с командным пунктом 9С470, а также пуско-заряжающей установкой 9А39 (в отличие от 9А38, где сопряжение происходило с СПУ 2П25М3 и СУРН 1С91М3). Кроме того, СОУ 9А310 способна нести до 4 ЗУР (вместо 3 на 9А38), однако при этом может вооружаться только ЗУР 9М38, в отличие от СОУ 9А38, которая имела возможность осуществлять запуск как ЗУР 9М38, так и 3М9М3 из состава ЗРК 2К12М3 «Куб-М3».
Время перевода машины из походного положения в боевое составляет не более 5 минут. Перевод в боевой режим из дежурного — не более 20 секунд. Перезарядка ракетами осуществляется либо с пуско-заряжающей установки 9А39 (полный цикл перезарядки составляет 12 минут), либо с транспортно-заряжающей машины (полный цикл перезарядки составляет 16 минут).

### Ходовая часть
В качестве базы используется шасси производства ММЗ, имеющее по классификации ГБТУ обозначение «Объект 569А».

## Модификации
- 9А310 — самоходная огневая установка ЗРК 9К37 «Бук».
- 9А310М1 — самоходная огневая установка ЗРК 9К37М1 «Бук-М1». По сравнению с базовой машиной дальность захвата и сопровождения целей увеличена на 25..30 %. Вероятность распознавания баллистических ракет, вертолётов и самолётов увеличена до 0,6. В целях повышения защищённости от взаимных и преднамеренных помех количество литерных частот подсвета увеличено с 36 до 72[5].
- 9А310М1-2 — самоходная огневая установка ЗРК 9К37М1-2 «Бук-М1-2».

## Машины на базе

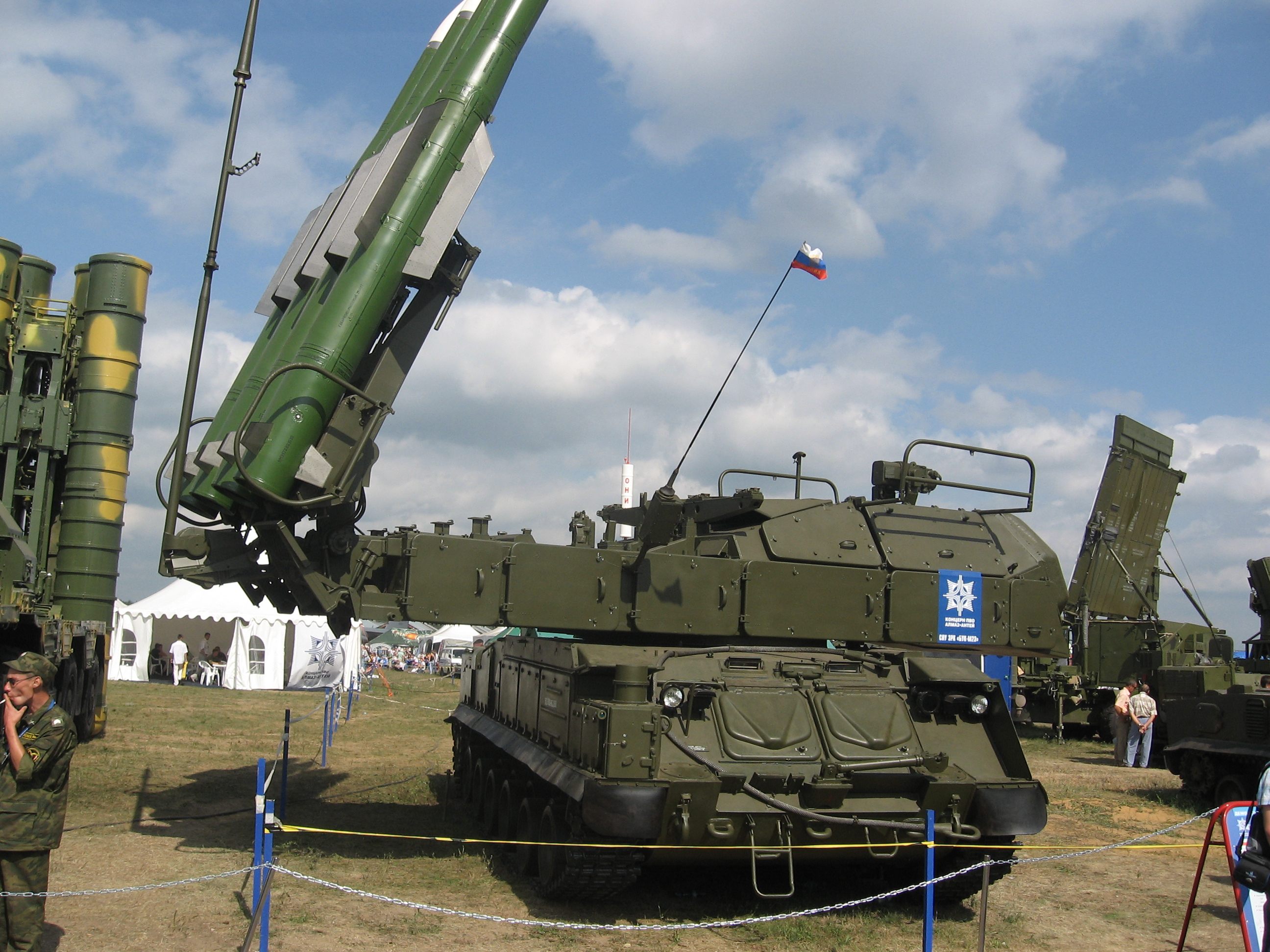
СОУ 9А317 ЗРК 9К317 «Бук-М2» на выставке МАКС-2007 в Жуковском

- 9А317 — самоходная огневая установка ЗРК 9К317 «Бук-М2». В отличие от предыдущих вариантов СОУ, в 9А317 применена фазированная антенная решётка с электронным сканированием луча. СОУ может выполнять поиск целей в зоне ±45° по азимуту и 70° по углу места, на дальности до 20 км. Сопровождение целей выполняется в секторе ±60° по азимуту и от −5 до +85° по углу места. Установка способна одновременно обнаруживать до 10 целей и вести обстрел до 4 целей. Время реакции СОУ составляет 4 секунды, а приведение в боевую готовность после смены позиции — 20 секунд. Боевая масса составляет 35 тонн[6]

Варианта модификации 9А317 на колёсном полуприцепе подобно 9С36 не было.
- 9А317ЭК — колёсный вариант самоходной огневой установки ЗРК 9К317ЭК «Бук-М2ЭК» на шасси МЗКТ.
- 9А310МБ — самоходная огневая установка ЗРК «Бук-МБ». Белорусская модификация СОУ 9А310. Впервые продемонстрирована на выставке МАКС-2005 в Жуковском. По сравнению с базовой машиной имеет иную электронную начинку, средства связи и другое оборудование[7].